# The Magic of Christmas
The Magic of Christmas är ett julalbum från 1960 av Nat King Cole, arrangerat av Ralph Carmichael.
Albumet var Nat King Coles enda fulla julalbum, även om han spelat in flera julsånger tidigare i karriären. Ett av dem var "The Christmas Song", som genomgick en nyinspelning 1961 på albumet The Nat King Cole Story och 1963 då albumet The Magic of Christmas återlanserades med nyinspelningen som ersatte "God Rest Ye Merry Gentlemen", och albumet bytte skivomslag och ändrade namn till The Christmas Song.

## Låtlista
1. "Deck the Halls" (Traditionell)
2. "Adeste Fideles" ("O, Come All Ye Faithful") (John Francis Wade)
3. "God Rest Ye Merry Gentlemen" (Traditionell)
4. "O Tannenbaum" (Traditionell)
5. "O Little Town of Bethlehem" (Phillip Brooks, Lewis Redner)
6. "I Saw Three Ships" (Traditionell)
7. "O Holy Night" (Adolphe Adam, John Sullivan Dwight)
8. "Hark! The Herald Angels Sing" (Felix Mendelssohn, Charles Wesley)
9. "A Cradle in Bethlehem" (Alfred Bryan, Larry Stock)
10. "Away in a Manger" (Traditionell)
11. "Joy to the World" (Lowell Mason, Isaac Watts)
12. "The First Noël" (William B. Sandys)
13. "Caroling, Caroling" (Alfred Burt)
14. "Silent Night" ("Stille Nacht, heilige Nacht") (Franz Gruber, Josef Mohr)

En alternativ version av "O, Come All Ye Faithful", helt på engelska, spelades också in under skivinspelningen, och släpptes 1990 på samlingsalbumet Cole, Christmas, & Kids.

## Medverkande

### Musiker
- Nat King Cole – Sång
- Ralph Carmichael – Arrangör, Dirigent